# 羽川和元
羽川 和元（はねがわ わげん、生没年不詳）とは、江戸時代の浮世絵師。

## 来歴
師系・経歴不明。羽川を名乗ることから羽川珍重の門人といわれるが、珍重と和元は同一人であるという説もあり定かではない。「和元」の本来の読み方は不明で「かずもと」とも読める。作画期は享保の頃で細判の漆絵を残す。また享保12年（1727年）の絵暦で竹に雀を描いた作が知られる。

## 作品
- 「市村竹之丞と荻野伊三郎の黒木売り」　細判漆絵　シカゴ美術館所蔵　※享保8年（1723年）正月市村座の『鶏奥州源氏』より
- 「山下金作の懐中鉄漿うりせりふ」　細判漆絵　シカゴ美術館所蔵
- 「玄鹿を伴って歩く寿老人」　細判漆絵　ボストン美術館所蔵